# Yves Bouthillier
Pour les articles homonymes, voir Bouthillier.
Yves Bouthillier, né le 26 février 1901 à Saint-Martin-de-Ré (Charente-Inférieure) et mort le 4 janvier 1977 à Boulogne-Billancourt, est un haut fonctionnaire et homme politique français conservateur.

## Biographie
Fils de Louis Bouthillier, négociant-armateur, et de Mathilde Bouju, Yves Bouthillier fait ses études secondaires au collège Fénelon de La Rochelle. De 1919 à 1921, il est étudiant à l’École centrale de Paris dont il sort diplômé en 1922. Le 3 août 1922, il épouse Germaine Bouju. En 1925, il obtient sa licence en droit à la Faculté de Paris. En 1927, il devient inspecteur des Finances. 

### Carrière professionnelle et politique

#### Troisième République

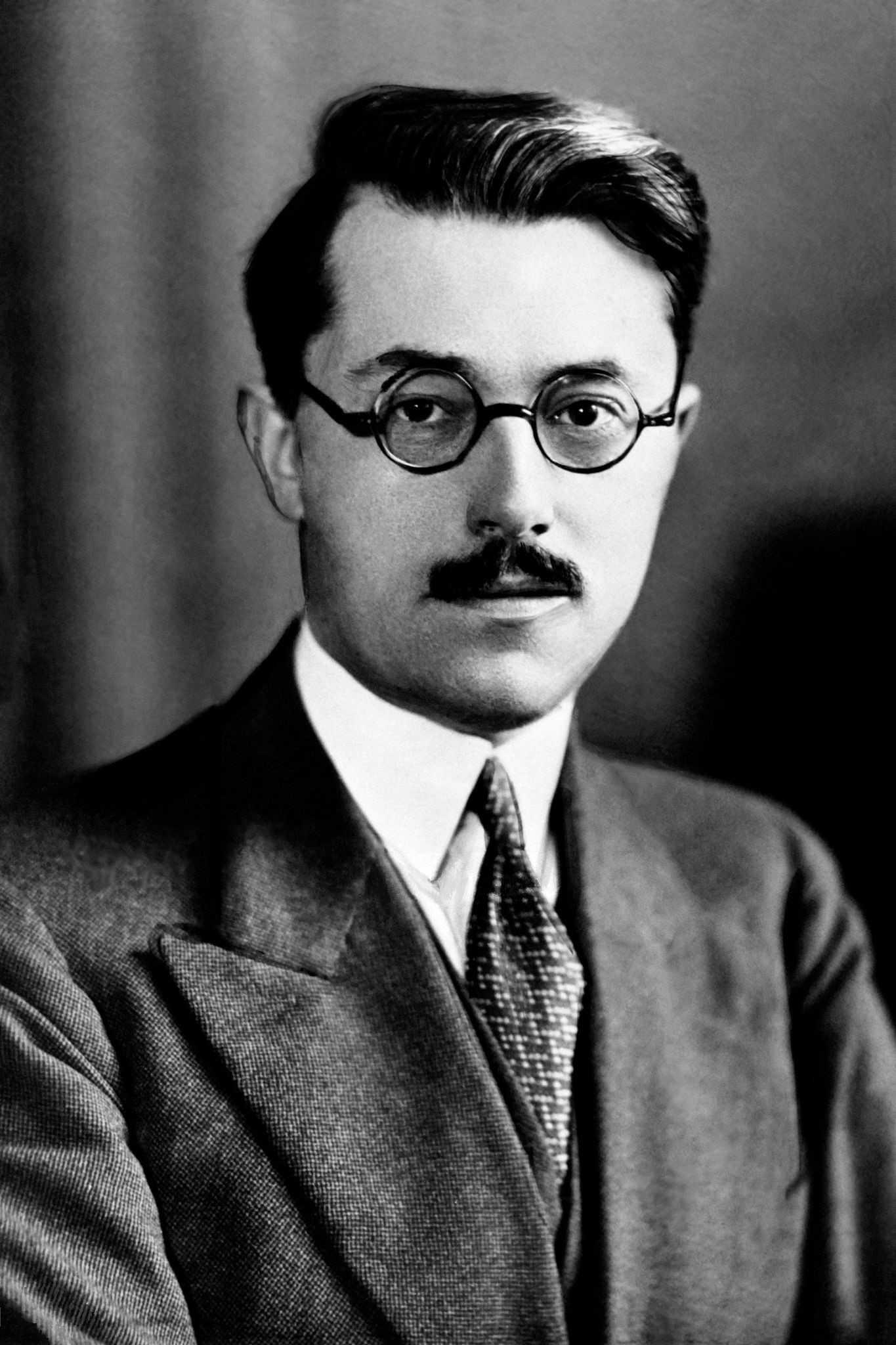
Yves Bouthillier, années 1930.

Attaché aux cabinets des ministres des Finances et du Budget de 1930 à 1932, Bouthillier devient directeur du contrôle des administrations financières et des dépenses engagées en 1932. De 1933 à 1934, il est chef de cabinet du ministre des Finances ; en 1935, il est directeur du Budget et du contrôle financier, poste dont il est écarté en juin 1936 du fait de son opposition au Front populaire. Il est alors relégué de 1936 à 1938 au poste de directeur des finances de la ville de Paris et du département de la Seine.
De 1938 à 1940, il est secrétaire général du ministère des Finances sous l'autorité de Paul Reynaud.

#### Seconde Guerre mondiale
Yves Bouthillier devient ministre des Finances et du Commerce le 5 juin 1940 dans le cabinet Paul Reynaud. Fervent partisan de la signature de l'armistice, avec le maréchal Pétain, le général Weygand, Paul Baudouin et les amis d'Hélène de Portes, l'influente maîtresse de Reynaud, constituant le « clan des mous » opposés aux partisans de la conduite de la lutte armée (le clan des « jusqu’au-boutistes »), tels Georges Mandel et le général de Gaulle, il lâche le président du Conseil, lors du Conseil des ministres du 16 juin 1940. 
Bouthillier ayant fait partie de ceux qui ont aidé Pétain contre Reynaud, le maréchal le choisit comme ministre de l'Économie nationale et des Finances dans son gouvernement. En juillet 1940, il est de ceux, avec Paul Baudouin, qui préconisent de mettre « la République en sommeil » et d'avoir un gouvernement dirigé par de « grands commis ».

#### Ministre du régime de Vichy

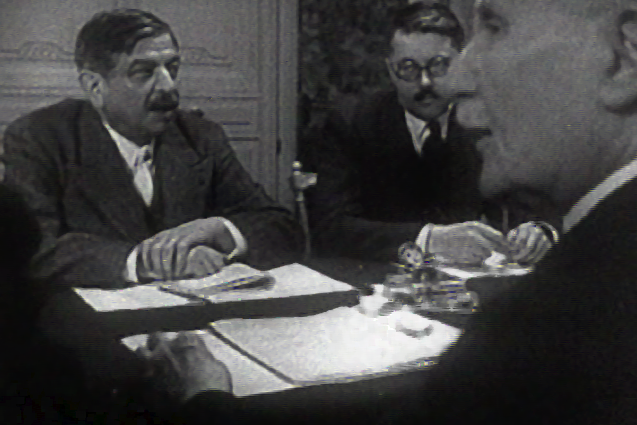
Le maréchal Pétain au premier plan, Pierre Laval et Yves Bouthillier à l'arrière-plan.

Bouthillier conserve son portefeuille de ministre des Finances dans les gouvernements Laval, Flandin et Darlan. Il est donc ministre de Pétain du 16 juin 1940 au 18 avril 1942.
Qualifié par des historiens comme Jean-Pierre Azéma et Olivier Wieviorka de « réactionnaire marqué par une culture maurrassienne », il fait partie, dès le début du régime de Vichy, des proches du maréchal Pétain, tels Raphaël Alibert, Pierre Caziot ou Henry du Moulin de Labarthète qui mettent en œuvre les mesures les plus importantes de la Révolution nationale.
Tout en ayant une forte aversion pour Pierre Laval et le considérant comme malhonnête, il appuie sa politique qui consiste à faire, depuis août 1940, des avances aux Allemands, dans les domaines géographiques, économiques et militaires afin d'établir une « coopération franco-allemande » dans le but de réduire les contraintes de l'armistice (ligne de démarcation, réduction des frais d'occupation, libération des prisonniers de guerre, retour du gouvernement à Paris) et d'« entraîner le peuple français aux côtés de l'Allemagne ». Ainsi, lors d'un déplacement dans la capitale, en septembre, Bouthillier demande aux autorités d'occupation de fournir des contrats de guerre pour l'industrie française, même en zone libre, plutôt que de pratiquer le pillage, afin de favoriser la reprise économique et de résorber le chômage,. Toutes ces démarches ne donnent pratiquement aucun des résultats escomptés.
Lors du remaniement ministériel initié par Pétain, en septembre 1940, Bouthillier est satisfait du départ des anciens parlementaires et de leur remplacement par des « techniciens » car il a toujours souhaité un État dirigé par des hauts fonctionnaires.

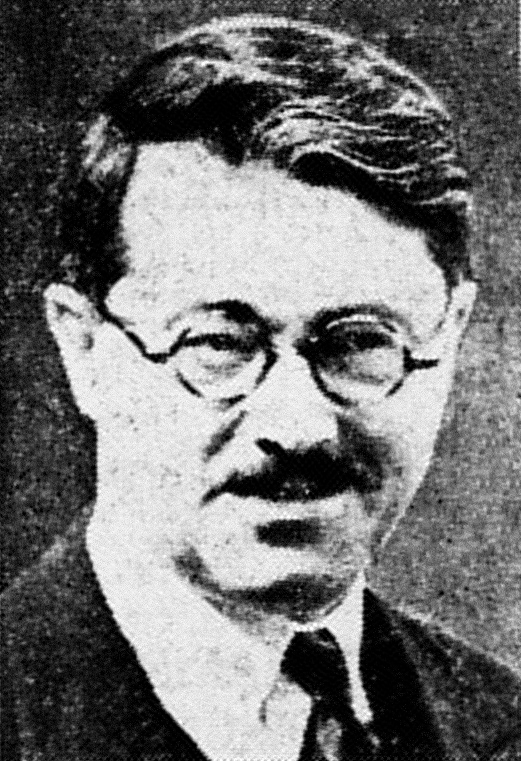
Yves Bouthillier, photographie publiée dans le journal L'Ouest-Éclair, 15 octobre 1940.

Comme membre du gouvernement, il est au nombre des signataires des lois sur le statut des Juifs d'octobre 1940 et de juin 1941,.
Adversaire déterminé des groupes de pression, il est l'instigateur des lois contre les trusts du 16 août 1940 et des lois contre les sociétés anonymes, votées les 18 septembre 1940 (cette loi limite le cumul à deux postes à la direction d'entreprises et augmente les responsabilités personnelles des dirigeants sociaux, en particulier en cas de faillite) et 16 novembre 1940, créant la fonction de président-directeur général, ainsi que des trois décrets de dissolution des centrales syndicales et patronales. 
La veille de l'entrevue de Montoire du 24 octobre 1940, entre Pétain et Hitler, il déplore le manque de volonté de collaborer du Troisième Reich, compte tenu des difficultés devant lesquelles se trouve le gouvernement vis-à-vis des besoins vitaux de la population. À la suite de l'entrevue, il accompagne Laval à Paris, le 29 octobre, avec le général Huntziger, pour essayer de négocier des avantages de la politique de collaboration résultant de Montoire, politique qui est annoncée officiellement par Pétain dans son discours du 30 octobre 1940. Le lendemain de ce discours, les trois ministres français réussissent néanmoins à faire progresser la négociation dans le sens d'une collaboration renforcée avec l'Allemagne. Mais les Allemands reviennent aussitôt sur cette politique en pratiquant des mesures d'expulsion de 70 000 Lorrains vers la zone libre, plutôt que de libérer des prisonniers de guerre comme le souhaitaient les Français.
Il est contraint par Laval de céder l'or belge aux Allemands,. À la suite de l'exigence de Ribbentrop, le 29 novembre 1940, Laval lui donne l'ordre de faire transférer à Bruxelles, aux autorités d'occupation, 200 tonnes d'or de la Banque de France, représentant l'équivalent des quantités confiées par la Belgique en juin 1940 et mises en lieu sûr en AOF. 
Craignant de perdre son ministère, il participe à l'éviction de Laval, auquel il est de plus en plus opposé, le 13 décembre 1940,, ; à la suite de quoi, comme tous les officiels de Vichy et la plupart des fonctionnaires, il se voit interdit de se rendre en zone occupée par les Allemands et refoulé en gare de Moulins, alors qu'il se rendait à Paris pour négocier la taxe d'occupation. Il rétablit le paiement des 400 millions de francs d'indemnité quotidienne, versés comme frais d'occupation à l'Armée allemande, qu'il avait suspendu le 6 décembre. En avril 1941, il déclare à Otto Abetz déplorer ces événements et souhaiter une meilleure coopération avec l'Allemagne,. Selon l'historien Robert Paxton, contrairement à ce qui a été prétendu après-guerre, par, entre autres, Yves Bouthillier et Marcel Peyrouton, l'éviction de Laval en décembre 1940 n'avait pas pour but de « renverser la vapeur après Montoire » mais les raisons seraient plutôt à chercher dans la rivalité entre Pétain et Laval — affaire de l'installation du gouvernement français à Versailles que Pétain souhaitait, en opposition à Laval et aux Allemands, rôle devenant prépondérant de Laval, soutenu par Abetz, dans la « politique nouvelle » de collaboration —, ainsi qu'un certain nombre de conflits de personnes vis-à-vis des ambitions de Laval qui souhaitait s'emparer du ministère de l'Intérieur.

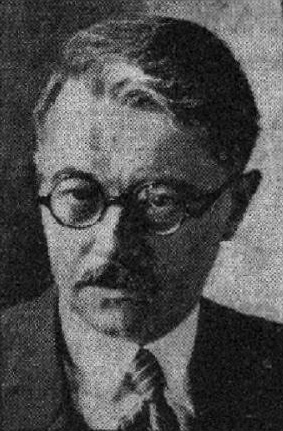
Yves Bouthillier, photographie publiée dans le journal Le Petit Parisien, 14 mai 1941.

L'arrivée de Darlan à la tête du gouvernement, en février 1941, et qui le maintient à son ministère, est conforme aux souhaits de Bouthillier qui pense pouvoir ainsi mieux négocier des questions économiques en « technicien » avec les Allemands. Mais des entretiens qui se déroulent en mai 1941 entre Darlan, quelques ministres et les autorités allemandes à Paris, ne résultent que de maigres concessions, comme la réduction temporaire des frais d'occupation, baissés à 300 millions par jour à compter du 8 mai 1941 (mais remontés à 500 millions après l’invasion de la zone sud), mais payés en devises et en or et avec un contrôle des Allemands installé à la Banque de France.
En tant que ministre, les principales préoccupations de Bouthillier consistent à faire face aux exigences de l'occupant allemand, tout en essayant de limiter le fardeau de celles-ci pour l'économie française. Sous son administration, les secteurs économiques ont connu un sort très différencié : les usines travaillant pour le Reich en guerre étaient abondamment servies ; d’autres étaient frappées par la pénurie. Les marchés des valeurs et de la rente sont redevenus haussiers. 
Bouthillier est aussi l'auteur d'une restructuration des administrations financières de grande ampleur et en particulier du ministère dont il a la charge (loi du 30 août 1940). Il est également à l'origine de la mise en chantier du plan comptable, de la création de l'Ordre des experts-comptables (loi du 3 avril 1942), et d'une réglementation de la profession bancaire (lois des 13 et 14 juin 1941, inspirées de l'idéologie corporatiste de Vichy). 
Lors du procès de Riom contre les hommes politiques de la Troisième République (février-avril 1942), il est de ceux qui sont hostiles à ce que celui-ci se déroule selon la justice ordinaire, prônant que le jugement prononcé par le maréchal Pétain est suffisant. Son empressement à faire accuser Paul Reynaud de bellicisme et son opposition à ce que ce procès évoque les moyens de préparer la guerre s'explique par le fait que, comme secrétaire général du ministère des Finances du gouvernement Daladier, il est l'auteur d'un rapport, du 24 juillet 1939, qui préconise de faire des économies dans certains domaines de la Défense nationale au détriment d'autres, en particulier en réduisant la durée du travail de 60 heures par semaine à 40 heures dans certaines industries, afin de garantir les financements à long terme. C'est ainsi, qu'à cette époque, il favorise la Marine plutôt que l'Armée de terre par un accord pris sans en référer au ministre, qui n'est autre que Reynaud.
Le retour de Laval comme chef du gouvernement de Vichy, le 18 avril 1942, entraine le départ de Bouthillier de son poste ministériel,. Il est nommé procureur général près la Cour des comptes. Le 27 septembre 1943, par un acte constitutionnel, Pétain le fait figurer sur la liste des huit personnalités auxquelles son pouvoir sera remis en cas d'empêchement, avec l'amiral Auphan, le général Weygand, Pierre Caous (procureur général près la Cour de cassation), Alfred Porché (vice-président du Conseil d'État), Gilbert Gidel (recteur de l'université de Paris), Léon Noël (ambassadeur de France), et François Charles-Roux qui refuse. Lors de la crise de novembre 1943}, Laval ordonne que Bouthillier et Lémery, comme proches conseillers de Pétain, soient éloignés de Vichy. En décembre 1943, il fait partie de la liste de hauts fonctionnaires et hommes politiques dont les Allemands demandent le départ.

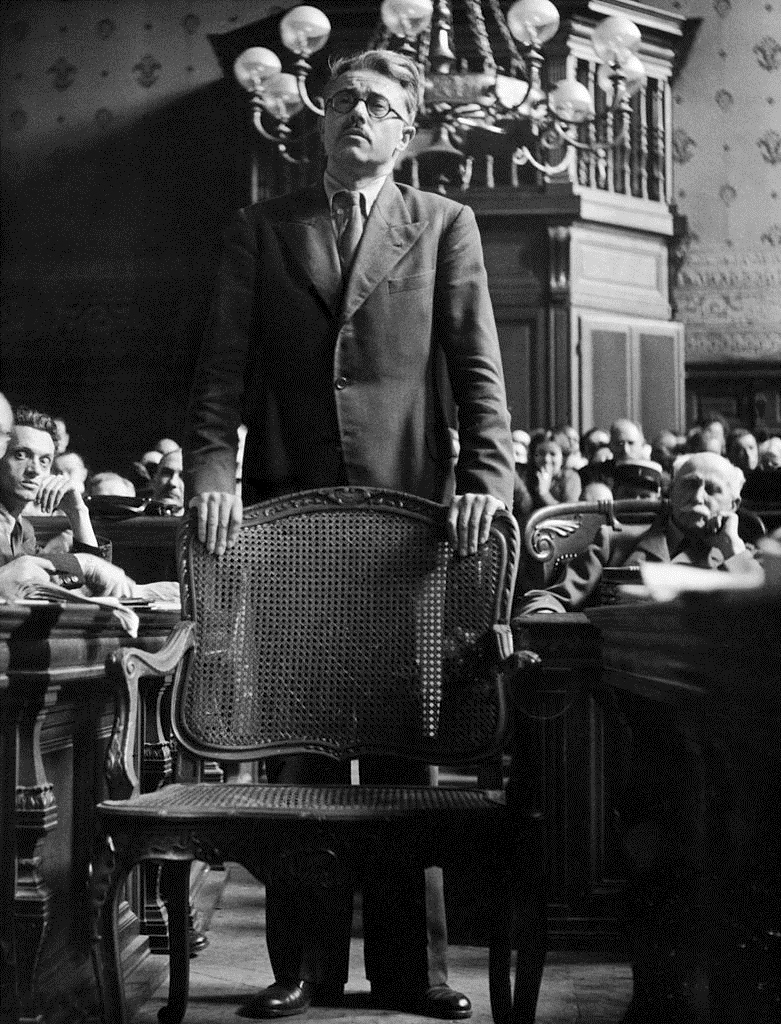
Yves Bouthillier témoigne au procès de Philippe Pétain en 1945.

Yves Bouthillier est arrêté en 1944 par la Gestapo et déporté en Allemagne jusqu'en 1945.
Après la Libération et l'arrivée du général de Gaulle au pouvoir, la Haute Cour condamne Yves Bouthillier en 1947 à trois ans de prison. 
Lors de son procès, Bouthillier, qui avait un assez grand mépris pour les parlementaires et se considérait comme un technicien, déclare n'avoir, durant toute sa carrière, jamais fait de politique ni appartenu à aucun parti et n'avoir eu qu'un rôle « purement administratif ». Cependant, il faisait partie des hauts fonctionnaires loin d'être politiquement neutres, qui, du temps de la Troisième République, contrôlaient les plus grands ministères, comme nombre de ses collègues ayant occupé des postes de la plus haute importance sous Vichy et issus des grands corps de l'État. Il ne formulera aucun mea culpa et regrettera que du conflit n’ait pu émerger une Europe nouvelle : dans son autobiographie, il considère, concernant l’opération Menace de Dakar, que l’Angleterre a fait preuve d’un « égoïsme aveugle » et d’un « fanatisme implacable » en poursuivant la guerre.

#### Après guerre
Par la suite, Bouthillier est administrateur de sociétés, dont la Banque commerciale de Paris (1951), et président de la Compagnie charentaise des transports maritimes à La Flotte-en-Ré (Charente-Maritime).
Il est maire de Saint-Martin-de-Ré, sa ville natale, de 1958 à 1972.

## Défense de Pétain
Dans son ouvrage intitulé Le Drame de Vichy, il a défendu, en 1953, le régime de Vichy et le maréchal Pétain :

« [...] L'action ne consiste pas à créer un idéal, mais à réaliser une œuvre. La place que choisit le Maréchal était noble et périlleuse, sa tâche l'exposait à un malheur sans compensation. C'est que s'il n'y a qu'une terre de France, il y a deux peuples français. Le paysan de l'Artois ignorait qu'une tradition, la tradition jacobine, unit le nationalisme et la gloire militaire d'un côté, la volonté de fonder une société sans structures naturelles de l'autre. L'explosion qui le brisa en 1945 s'explique ainsi. Les abstractions sont sans pitié. La lente agonie du Maréchal dura six années. Il pardonna, oublia et, du fond du cœur, accepta l'épreuve injuste. »

Pour l'historien Robert Paxton, « le plaidoyer » rédigé après la guerre par Bouthillier en faveur de la politique menée par Vichy dès l'été 1940 — assurer la  présence des services de l'État et « répondre aux besoins les plus criants d'un peuple malheureux » —, est démenti par ses déclarations faites à l'ambassadeur Abetz, lors de leur première rencontre, en septembre 1940, où il lui parle de l'instauration d'un « ordre économique et social nouveau ». En effet, parmi les pays européens occupés, la France est la seule « à ne pas se contenter de s'administrer, elle fait une révolution intérieure de ses institutions et de ses valeurs morales. »

## Décoration
- Commandeur de l'ordre du Mérite commercial, ex officio en tant que ministre du Commerce et président du conseil de l'ordre (1940)[48]

## Publications
- Le Drame de Vichy, tome I : Face à l'ennemi, face à l'allié, Paris, Plon, 1950, 320 p. ; tome II : Les Finances sous la contrainte, Paris, Plon, 1951, 552 p.
- Le drame de Vichy, 2, Finances sous la contrainte, Plon 1951
- Réalisme ou idolâtrie, Paris, édition du Cèdre, 1956

## Sources primaires
Les archives du cabinet d'Yves Bouthillier sont conservées dans le fonds Paul Reynaud aux Archives nationales sous la cote 74 AP 5 (voir la salle des inventaires virtuelle des AN.